# Loris lent du Bengale
Nycticebus bengalensis
Espèce
Statut de conservation UICN

 EN  : En danger
Répartition géographique
Le Loris lent du Bengale ou Loris lent du Nord (Nycticebus bengalensis) est une espèce de primates de la famille des Lorisidae.

## Répartition
Le loris lent du Bengale vit en Asie du Sud-Est.

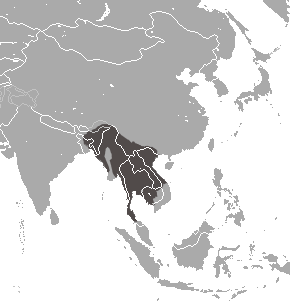
Aire de répartition du Loris lent du Bengale (ou du Nord)

## Description
Le Loris lent du Bengale est un primate mais ce n'est ni un singe ni un lémurien.
Le Loris du Bengale est la plus grande espèce de son genre, mesurant entre 34 et 38 cm (longueur tête-corps, la queue étant vestigiale et ne mesurant que 1-2 cm) et pesant entre 650 et 2 100 g. La taille du corps est très variable, ainsi que la couleur de la fourrure, mais le Loris du Bengale est généralement chamois-orangé et nettement décoloré sur la nuque et les pattes avant.

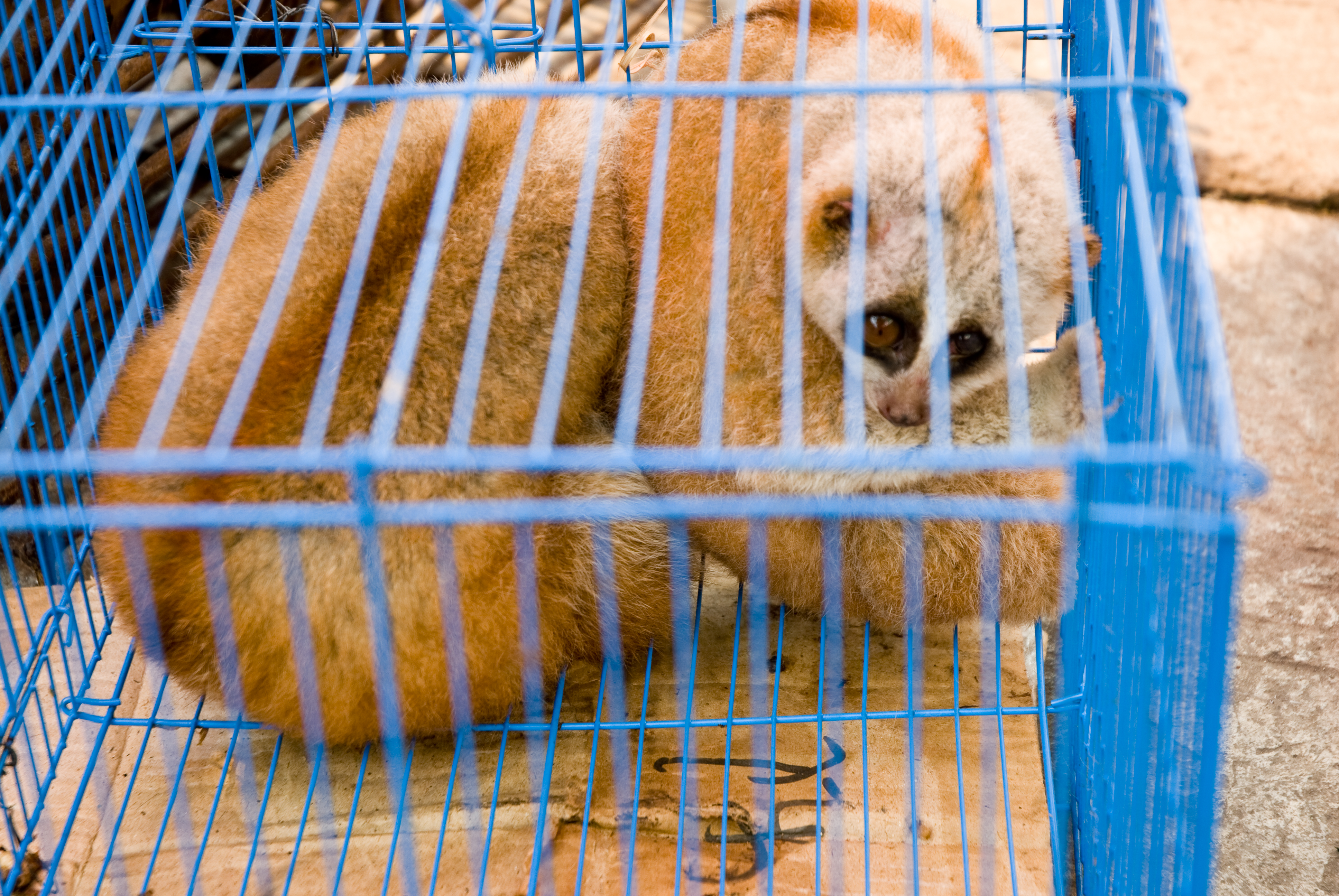
deux spécimens encagés sur un marché illégal de faune sauvage au Myanmar.